# Albert Plesman

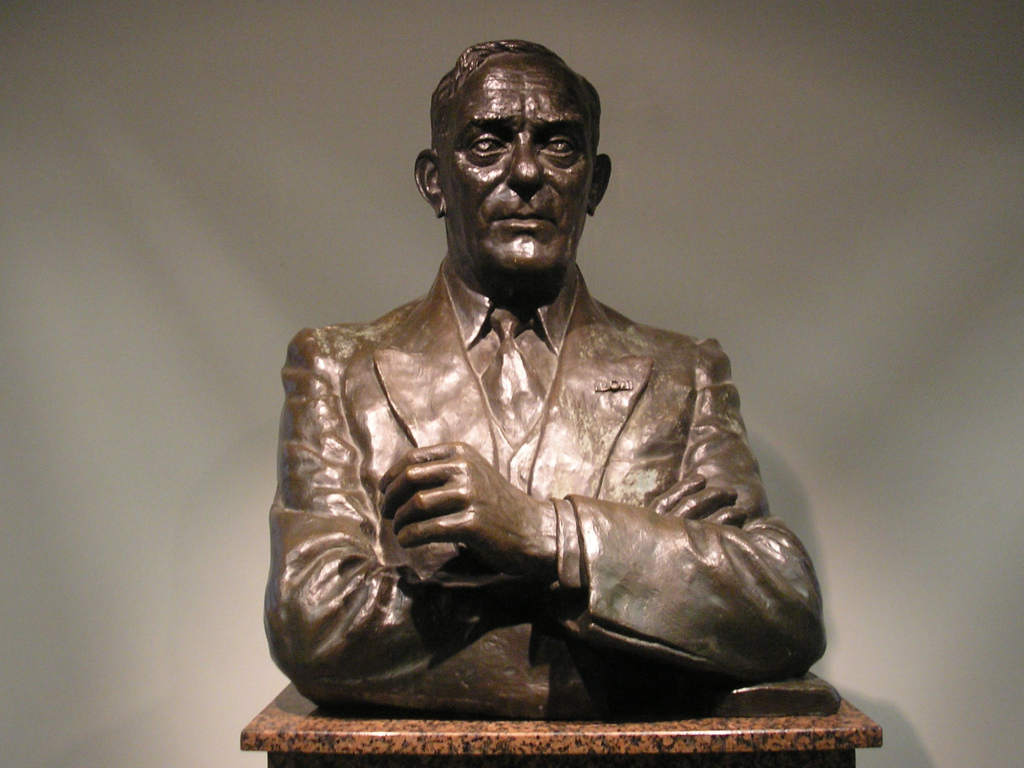
Buste van Plesman op Schiphol

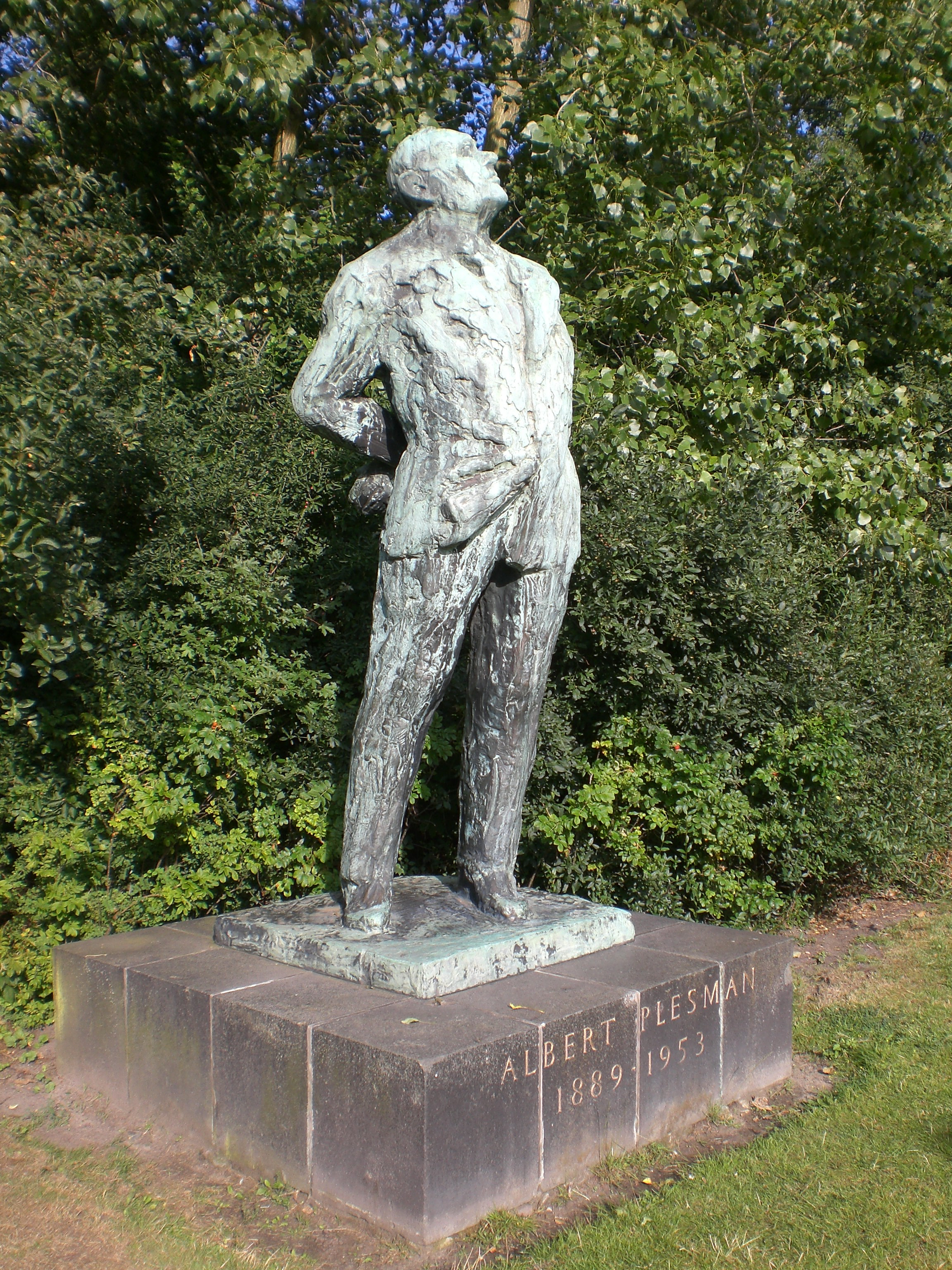
Standbeeld van Plesman, gemaakt door M.S. Andriessen, aan de Plesmanweg te 's-Gravenhage

Albert Plesman ('s-Gravenhage, 7 september 1889 – aldaar, 31 december 1953) was een Nederlands luchtvaartpionier en de eerste president-directeur van de KLM.

## Levensloop
Plesman werd geboren als zoon van een eierenhandelaar te 's-Gravenhage. Toen Plesman dertien jaar oud was, overleed zijn moeder.
Hij trouwde op 27 december 1917 met Susanna Jacoba (Suus) van Eijk (1895–1974), dochter van een kaasfabrikant te Gouda. Uit dit huwelijk werden een dochter en drie zoons geboren.
Plesman was in 1915 gelegerd te Soesterberg, waar hij als beroepsofficier bij de gemobiliseerde "Luchtvaartafdeeling der Koninklijke Landmacht" (LVA) in 1918 zijn militaire vliegbrevet behaalde.
Plesman was mede-organisator van de Eerste Luchtverkeer Tentoonstelling Amsterdam die van 1 augustus tot 14 september 1919 gehouden werd. Er kwamen 800.000 bezoekers op af. Voor deze gelegenheid waren expositiehallen gebouwd, die na het evenement in gebruik werden genomen door Anthony Fokker, voor zijn nieuw op te richten Nederlandsche Vliegtuigenfabriek, het latere Fokker, te Amsterdam-Noord.
Al deze activiteiten leidden op 7 oktober 1919 tot de oprichting van de N.V. Koninklijke Luchtvaart Maatschappij voor Nederland en Koloniën (KLM), waarvan Plesman eerst administrateur en later directeur werd. Na de Tweede Wereldoorlog werd Plesman benoemd tot president-directeur van de KLM. Na het herstel van de door de oorlog geleden schade werd het bedrijf onder zijn leiding een luchtvaartmaatschappij van grote allure.
Plesman stierf in 1953 in zijn geboortestad aan een hart- en vaatziekte.

## Eerbewijzen
- 1925 - Benoemd tot Ridder in de Orde van Oranje-Nassau (Nederland). Toegekend aan burgers die zich op bijzondere wijze verdienstelijk hebben gemaakt voor de samenleving.
- 1931 - Bevorderd tot Officier in de Orde van Oranje-Nassau (Nederland). Een hogere graad in dezelfde orde, passend bij zijn toenemende betekenis voor de Nederlandse luchtvaart.
- 1931 - Benoemd tot Ridder in de Orde van de Nederlandse Leeuw (Nederland). Een hoge civiele onderscheiding voor uitzonderlijke verdiensten op het gebied van kunst, wetenschap of bestuur.
- 1931 - Benoemd tot Ridder in de Orde van de Dannebrog (Denemarken). Toegekend aan buitenlanders voor verdiensten aan de Deense staat, waarschijnlijk in verband met luchtvaartrelaties.
- 1932 - Benoemd tot Officier in de Orde van Leopold II (België). Toegekend voor civiele of militaire verdiensten; mogelijk vanwege zijn inzet voor de internationale luchtvaart en samenwerking met België.
- 15 februari 1933 - Benoemd tot Ridder in de Orde van Vasa (Zweden). Een orde voor bijdragen aan landbouw, handel, ambachten of luchtvaart; waarschijnlijk in verband met luchtvaartontwikkeling.
- 28 april 1936 - Benoemd tot Commandeur in de Orde van de Witte Leeuw (Tsjecho-Slowakije). Toegekend aan buitenlanders voor buitengewone verdiensten jegens de Tsjecho-Slowaakse staat.
- 23 september 1936 - Bevorderd tot Commandeur in de Orde van Leopold II (België). Mogelijk een bevestiging of uitbreiding van zijn eerdere decoraties door verdiensten voor de luchtvaart.
- 1935 - Ontvangen van de C.J. Snijders-medaille (Nederland). Een onderscheiding van de Koninklijke Nederlandse Vereniging voor Luchtvaart voor bijzondere verdiensten op luchtvaartgebied.
- 27 mei 1939 - Benoemd tot Commandeur in het Legioen van Eer (Frankrijk). De hoogste Franse onderscheiding, uitgereikt aan burgers en militairen voor bijzondere verdiensten voor Frankrijk of de mensheid.
- 9 maart 1940 - Benoemd tot Grootofficier in de Orde van de Feniks (Griekenland). Toegekend voor bijzondere bijdragen aan de staat, diplomatie, cultuur of economie.
- 1947 - Ontvangen van een eredoctoraat van de Technische Hogeschool Delft (Nederland). Voor zijn pioniersrol in de Nederlandse en internationale burgerluchtvaart.
- 25 maart 1948 - Benoemd tot Commandeur in de Orde van het Zuiderkruis (Brazilië). De hoogste Braziliaanse onderscheiding voor buitenlanders die bijdragen aan internationale betrekkingen.
- 30 november 1948 - Benoemd tot Commandeur in de Kroonorde (België). Toegekend voor verdiensten aan de Belgische staat of het koningshuis.
- 20 september 1949 - Bevorderd tot Grootofficier in de Orde van Oranje-Nassau (Nederland). Uitgereikt bij het 30-jarig jubileum van de KLM.
- 19 november 1951 - Benoemd tot Grootkruis in de Orde van Bernardo O’Higgins (Chili). Toegekend aan buitenlanders voor bijdragen aan diplomatieke of culturele betrekkingen.
- 15 oktober 1952 - Benoemd tot Commandeur in de Orde van Verdienste (Ecuador). Voor verdiensten aan de Ecuadoraanse staat of maatschappij, vermoedelijk in verband met luchtvaartrelaties.
- 1952 - Benoemd tot Commandeur in de Orde van Burgerlijke Verdienste (Syrië). Voor verdiensten voor Syrië; de exacte aanleiding is niet bekend, maar vermoedelijk gerelateerd aan KLM’s luchtverbindingen.
- 16 augustus 1952 - Benoemd tot Officier in de Orde van de Ceder (Libanon). Toegekend aan personen die zich hebben ingezet voor het welzijn van Libanon, mogelijk via luchtverbindingen of handel.
- 14 augustus 1953 - Bevorderd tot Grootkruis in de Orde van de Feniks (Griekenland). De hoogste graad in deze orde, als voortzetting van zijn eerdere benoeming tot grootofficier.
- 14 juni 1955 - Benoemd tot Grootofficier in de Kroonorde (België). Een hogere graad in de Belgische onderscheiding voor verdere verdiensten.
- 6 februari 1957 - Benoemd tot Commandeur in de Orde van Verdienste van de Bondsrepubliek Duitsland. Voor civiele verdiensten aan Duitsland of internationale betrekkingen.
- 1959 - Postuum onderscheiden met de Edward Warner-medaille van de ICAO. De hoogste internationale onderscheiding op het gebied van de burgerluchtvaart, toegekend voor zijn levenslange inzet voor de ontwikkeling van de internationale luchtvaart.

## Diversen
- Voor de Tweede Wereldoorlog voerde Plesman gesprekken met Hermann Göring en Benito Mussolini over de gespannen politieke verhoudingen in Europa. Direct na het uitbreken van de Tweede Wereldoorlog probeerde hij te bemiddelen tussen Duitsland en Engeland. Niet iedereen in Nederland kon deze acties van Plesman waarderen.[1]
- In 1942 zat Plesman gevangen in het Oranjehotel en overdacht de toekomst. "Jongens van Energie, Kennis en Daad" zouden daarvoor nodig zijn en mede op Plesmans initiatief werd kort na de Tweede Wereldoorlog kasteel Nijenrode te Breukelen gehuurd van de zangeres Dési von Halban, de weduwe van Jacques Goudstikker. Zo kon hier het Nederlands Opleidings Instituut voor het Buitenland, de eerste business school van Nederland, in het najaar van 1946 geopend worden door prins Bernhard.
- Hoewel er in 1929 reeds gesproken werd over de randstad Holland[2] geldt Albert Plesman als de bedenker van de naam Randstad. Volgens overlevering gebeurde dat toen hij op zoek was naar een locatie voor een nationale luchthaven. Vliegend boven het westen van Nederland zag hij "een ring van steden aan de rand van een grote groene ruimte". De ring van steden noemde hij later de Randstad.
- Plesman pleitte tevergeefs voor verplaatsing van Schiphol naar een locatie bij Burgerveen.
- In 's-Gravenhage was tot 2017 het Ministerie van Infrastructuur en Waterstaat gevestigd in het voormalige KLM-hoofdkantoor aan de Plesmanweg.
- In de televisieserie Vliegende Hollanders (2020) wordt de rol van de jonge Plesman vertolkt door Steef de Bot en die van de oudere door Daan Schuurmans.

## Bekende familieleden
Twee van de drie zonen van Plesman vonden de dood tijdens de uitoefening van hun vak als piloot. 
- Hans Plesman (1918–1949) verongelukte als KLM-gezagvoerder van de Lockheed Constellation "Roermond" op 23 juni 1949 in zee bij Bari, Italië.
- Jan Leendert Plesman (1919–1944) werd op vrijdag 1 september 1944 in zijn Spitfire van de 322 Dutch Squadron RAF door de Luftwaffe neergeschoten, waarschijnlijk ten noordoosten van Saint-Omer.